# Hysteria Project 2
Hysteria Project 2 es un juego de aventuras survival horror FMV de 2011 desarrollado y distribuido por el estudio francés BulkyPix para iOS y lanzado por primera vez en la App Store el 27 de enero de 2011. Fue lanzado como un PlayStation mini disponible para jugar en PlayStation 3 y PlayStation Portable el 10 de agosto de 2011 en Europa y el 23 de agosto de 2011 en América del Norte. El port fue distribuido por Sanuk Games. Es una secuela del juego Hysteria Project de 2009.

## Jugabilidad
Al igual que con el primer juego, Hysteria Project 2 se juega desde una perspectiva en primera persona y se compone completamente de escenas de video de movimiento completo mientras el protagonista anónimo intenta huir de un hombre empuñando un hacha. La jugabilidad es más variada que en el juego original e implica tocar la pantalla táctil durante momentos sensibles al contexto y resolver varios tipos de acertijos o minijuegos de objetos ocultos.
El aspecto del árbol de decisiones que dominaba la jugabilidad del primer juego está en gran parte ausente en la secuela, donde la toma de decisiones se centra más en seleccionar algo en la pantalla en lugar de la elección entre alternativas rígidas. Por ejemplo, al entrar en una habitación, el jugador puede elegir entre varias acciones, como mirar alrededor de la habitación, examinar un armario o examinar una bolsa para cadáveres. Estas opciones no se presentan como opciones de texto como en el primer juego, sino que están disponibles directamente en la interfaz del juego.
La resolución de acertijos también es más frecuente que en el juego original y tiende a combinarse con tocar la pantalla táctil para realizar acciones sensibles al contexto. Por ejemplo, cuando el jugador se esconde del hombre encapuchado, la única forma de escapar es correr a una habitación cercana tocando la puerta, pero el jugador solo tiene un tiempo muy limitado para hacerlo. Otro ejemplo se encuentra cuando el jugador está atrapado en una habitación inundada de gas venenoso y debe manipular un panel de control para escapar.

## Trama
El juego comienza con un hombre no identificado que se despierta en una cama de hospital a la que ha sido atado. Mientras la cama es trasladada a través de un laboratorio de investigación, el hombre tiene una serie de flashbacks del primer juego y de su escape del hombre encapuchado en el bosque. Entonces, un médico se acerca a él, le dice que está exhausto y le aplica una inyección. Pasa un tiempo y, de repente, la médica entra en pánico y dice: «Va a volver». Luego escribe algo en el brazo del jugador y se va.
El jugador se libera de sus ataduras y sale de la habitación. Frente a una puerta cerrada con un teclado numérico, descubre que la médica ha escrito el código en su brazo. Al correr por los pasillos, se encuentra con el hombre encapuchado empuñando un hacha y arrastrando un cuerpo detrás de él. Al escapar del hombre encapuchado, el jugador encuentra un auricular en una bolsa para cadáveres. Utiliza el dispositivo para ponerse en contacto con la médica, que se revela como la profesora Lisa Spencer, una científica que estaba trabajando con nanotecnología en un esfuerzo por determinar cómo un sujeto humano se las arreglaría con la inyección de nanomáquinas. Sin embargo, mientras explica su trabajo, el hombre encapuchado ataca al jugador, que escapa a un laboratorio sellando la puerta detrás de él.
Mirando alrededor de la habitación, ve una pantalla que muestra un monitor de video de lo que parece ser una celda de prisión que contiene al monstruo de humo del primer juego. Luego inicia sesión en la computadora del jefe de Spencer, Gustavo Ortega, usando el nombre de su perro. En la computadora, encuentra imágenes de su propio escape del bosque, así como copias de los archivos del sargento Coyle desbloqueados al final del primer juego. Luego se libera un gas venenoso en la habitación, pero el jugador escapa por un pasillo lleno de láseres letales y huye al sótano del edificio. Sin embargo, es perseguido por el hombre encapuchado, que se convierte en el monstruo de humo negro y sigue al jugador a través de un respiradero. El juego termina con el humo negro volviendo a materializarse como el hombre encapuchado y atrapando al jugador en el sótano.
A medida que el jugador avance en el juego, podrá encontrar páginas del diario de Gustavo Ortega. Estas páginas revelan el descenso de Ortega a la locura después de inyectarse sus nanomáquinas. Al principio, le hacen sentir increíble, agudizando sus sentidos y dándole energía ilimitada, pero luego comienza a experimentar efectos secundarios: migrañas, visión borrosa, desmayos, insomnio y granos en la piel. Finalmente, su cuerpo y su mente se descomponen y su diario se llena de dibujos extraños. La última página de su diario es una página pegada con cinta adhesiva de otro libro, titulado «Aprende a usar un hacha correctamente».

## Recepción
Tras su lanzamiento, Hysteria Project 2 recibió críticas mixtas a negativas. La versión iOS del juego tiene una puntuación total de 52 de 100 en Metacritic según seis reseñas. En GameRankings, la versión iOS tiene una puntuación de 57,50% según cuatro reseñas, y la versión PSP tiene una puntuación de 53,33% también basada en cuatro reseñas.
Chris Hall de 148Apps puntuó al juego con un 3,5 de 5, la misma puntuación que le había dado al juego original. Aclamó el tono, llamándolo «el juego más aterrador y más inmersivo de la App Store», pero fue muy crítico con el juego de prueba y error y la facilidad con la que el jugador puede morir; «Al final del día, los fanáticos de los juegos de terror inmersivos disfrutarán de las fantásticas cinemáticas de Hysteria Project 2. No tengo dudas de que este es el juego más aterrador de la App Store, pero podría ser mucho más. Tal vez soy un cobarde, pero no necesito morir cada 45 segundos para entender el hecho de que hay un tipo que está tratando de matarme. Lo entiendo. Por favor, dejen de hacerme cargar la partida».
Andrew Nesvadba de AppSpy calificó al juego con un 3 de 5, criticando la falta de progresión narrativa y de historia de fondo; «Hysteria Project 2 camina por una delgada línea al mantener su historia de suspenso emocionante, pero en lugar de seguir caminando por esa línea, decide apagarse para ti».
Levi Buchanan de IGN lo calificó con un 5 de 10 (tras haber calificado al original con un 7,2). Al igual que 148Apps, fue muy crítico con la frecuencia de las escenas de muerte y la naturaleza de prueba y error del juego. Elogió los gráficos, pero concluyó que «Hysteria Project 2 tiene todos los elementos necesarios para un gran juego de terror: excelente sensación de miedo y pánico, gran atmósfera y una buena historia. Pero simplemente te golpea con escenas de muerte que te sacan constantemente de la experiencia. Al construir un mundo tan interesante, Bulkypix debería intentar mantener al jugador completamente involucrado en él. Así es como se crea el miedo. No me da miedo que me maten cada 30 segundos. Estoy frustrado».
Andrew Podolsky de Slide to Play puntuó al juego con un 2 de 4. Lo consideró mejor que el original (al que había puntuado con un 1 de 4), elogiando la jugabilidad expandida, la ubicación más expansiva y la historia más larga. Sin embargo, al igual que otros analistas, fue crítico con la frecuencia de las escenas de muerte; «Aunque Hysteria Project 2 es más divertido de jugar que el original, sigue siendo un juego muy breve y poco satisfactorio. Nos encontramos con casi todas las muertes posibles en el juego, pero la experiencia completa duró menos de una hora y no vemos ninguna razón para volver a jugarlo».
Jasper Nikki de PSPminis puntuó la versión de PSP con un 7 de 10. Elogió la atmósfera, pero consideró que la frecuencia de las muertes interrumpía la jugabilidad y alteraba la narrativa: «Lo que le falta a este juego es coherencia; a veces los acertijos son sencillos, a veces son irracionales. Tienes que sufrir varias muertes sin tener la menor idea de lo que debes hacer para progresar».